# Сіменс
Сі́менс (См, S) — одиниця вимірювання електричної провідності в Міжнародній системі одиниць (SI) (фр. Le Système International d'Unités, SI). Одиниця сіменс входить до групи похідних одиниць SI, що мають спеціальну назву та позначення.
1 См дорівнює електричній провідності провідника з електричним опором 1 Ом.
1 См = 1 Ом−1 = 1 А/В = 1 м−2·кг−1·с3·А2.
Одиниця названа на честь німецького науковця Ернста Вернера фон Сіменса. Назва «сіменс» для іменування одиниці електричної провідності в SI ухвалена XIV Генеральною конференцією мір і ваг у 1971 році.